# David Mateus
David Nuno Gonçalves Soares Mateus (Lisboa, 27 de abril, 1983) é um futebolista de Portugal.

## Carreira
No ano 1992, faz parte dos jovem da Estrela da Amadora.Sabemos que, em 1996, é parte do club do Estoril continua a haver 2 anos. Em 1998 ele tornou-se notado por assinatura no Sporting.Em 1999,ele retornou ao seu antigo clube até 2001, no Estoril, onde vai assinar seu primeiro contrato profissional. Em 2003, ele anunciou sua saída no Sintrense vai ser titular. Em 2004, ele se juntou ao Barreirense equipa ou ele vai jogar apenas 2 jogos. Em 2005, ele assinou na Maia, e seguida, assinar ao lado de Mafra ou ele vai ser rodado na equipa. Em 2008, ele assinou do lado dos Açores equipa de Santa Clara antes pouco depois de entrar no Atlético.

## Títulos

### Estoril
- II Divisão B - Zona Sul : 2002/03

### Barreirense
- II Divisão B - Zona Sul : 2004/05